# Robert Paige
Robert Paige est un acteur américain, né John Arthur Paige le 2 décembre 1910 à Indianapolis, dans l'Indiana, et mort le 21 décembre 1987 à San Clemente, Californie.

## Filmographie partielle
- 1934 : You Can't Buy Everything de Charles Reisner
- 1936 : Caïn et Mabel (Cain and Mabel) de Lloyd Bacon
- 1938 : Miss Catastrophe (There's Always a Woman) d'Alexander Hall
- 1938 : The Lady Objects d'Erle C. Kenton
- 1939 : Homicide Bureau de Charles C. Coleman
- 1940 : Police-secours (Emergency Squad) d'Edward Dmytryk
- 1940 : Dancing on a Dime de Joseph Santley
- 1940 : Le Gant d'or (Golden Gloves) d'Edward Dmytryk
- 1941 : Hellzapoppin' de H. C. Potter
- 1941 : Melody Lane de Charles Lamont
- 1942 : Deux Nigauds dans une île (Pardon my Sarong), d'Erle C. Kenton
- 1942 : What's Cookin'? d'Edward F. Cline
- 1943 : Monsieur Swing (Mister Big) de Charles Lamont
- 1943 : Le Fils de Dracula (Son of Dracula) de Robert Siodmak
- 1944 : Caravane d'amour (Can't Help Singing) de Frank Ryan
- 1946 : Tanger (Tangier) de George Waggner
- 1947 : L'Homme que j'ai choisi (The Flame) de John H. Auer
- 1948 : Blonde Ice de Jack Bernhard
- 1949 : Les Belles Promesses (The Green Promise) de William D. Russell
- 1953 : Même les assassins tremblent (Split Second) de Dick Powell
- 1953 : Deux Nigauds chez Vénus (Abbott and Costello Go to Mars) de Charles Lamont
- 1961 : Le Manège du ménage (The Marriage-Go-Round) de Walter Lang
- 1963 : Bye Bye Birdie de George Sidney